# 井上義啓
井上 義啓（いのうえ よしひろ、男性、1934年7月20日 – 2006年12月13日）は、『週刊ファイト』の元編集長。本名は井上力。岡山県出身。

## 概要
『活字プロレス』の始祖。新大阪新聞社の社会部・運動部を経て、1967年より『週刊ファイト』の初代編集長を務める。通称「I（アイ）編集長」。
『ファイト』紙ではアントニオ猪木を中心に扱って自らの個性を濃厚に反映させた紙面作りを行い、その編集スタイルはターザン山本らのいわゆる「活字プロレス」に大きな影響を与えた。
「プロレスは底が丸見えの底なし沼」「平成のデルフィンたち（平成時代のプロレスに熱狂するファンを形容）」「バード（バーリトゥードに対し彼だけが使った略称）」「殺し」などの名文句で知られる。
酒・煙草は一切やらず、生涯独身を貫いて人生の殆どを仕事・すなわちプロレスにつぎ込んだ。日頃の取材活動の傍らオフィスにいる際に、ファンから直接電話が掛かって来るとそのファンを会社近くの喫茶店へ呼び出しており、長時間に渡ってプロレス談義をすることもあったという。後に井上の談話が『喫茶店トーク』と呼ばれるようになったのはこれに由来する。
裏情報に近い記事を出してしまったことで力道山の怒りを買ってしまい、身の危険を感じる時代も経験した。猪木シンパと思われているが、実際は当時マイナーだった国際プロレス・女子プロレスにもページを割いており、特に偏見が強かった全日本女子プロレスをデイリースポーツとともに支えていた。猪木に傾倒する余りジャイアント馬場をはじめとする全日本プロレスとの関係は決して良くなかったが、三沢光晴・川田利明を始めとする四天王プロレスが花開いた頃にはそれを絶賛するようになった。